# City of Midland 41
Die City of Midland 41 war eine Eisenbahnfähre der US-amerikanischen Pere Marquette Railway, die 1941 in Dienst gestellt wurde. Das bis November 1988 aktive Schiff wurde zwischen Ludington, Milwaukee und Kewaunee eingesetzt. 1997 wurde die City of Midland 41 zu einer Barge umgebaut und wird seitdem unter dem Namen Pere Marquette 41 genutzt.

## Geschichte

### Dienstzeit als Fähre

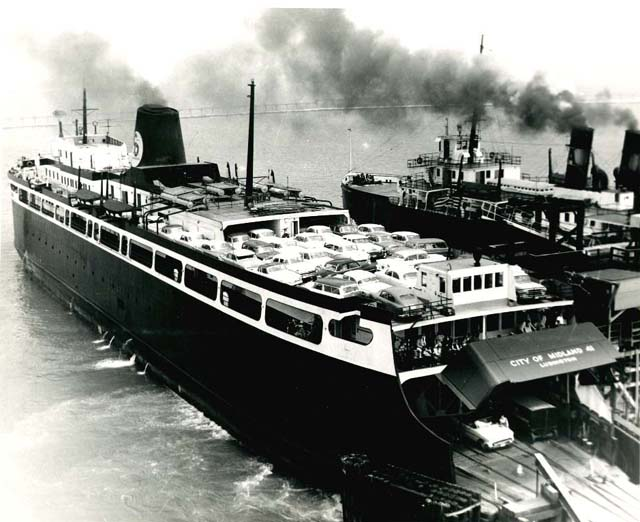
Die City of Midland 41 beim Beladen in Manitowoc, um 1950

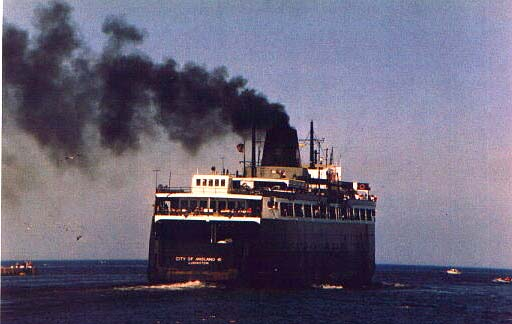
Die City of Midland 41 im Juli 1988

Die City of Midland 41 wurde am 21. März 1940 unter der Baunummer 311 in der  Manitowoc Shipbuilding Company in Manitowoc auf Kiel gelegt und am 18. September 1940 vom Stapel gelassen. Am 12. März 1941 wurde das Schiff auf der Strecke von Ludington nach Milwaukee und Kewaunee in Dienst gestellt. Es war eines der größten Eisenbahnfähren, die jemals für den Dienst auf den Großen Seen gebaut wurden.
Die City of Midland 41 blieb nach Ausbruch des Zweiten Weltkriegs in den Vereinigten Staaten weiterhin im Fährdienst, wurde aber auch als Trainingsschiff für die United States Coast Guard genutzt, da sie ein ähnliches Antriebssystem wie die Geleitflugzeugträger der Casablanca-Klasse besaß.
1947 ging die Pere Marquette Railway und somit auch die City of Midland 41 in den Besitz der Chesapeake and Ohio Railway über, die das Schiff weiter auf seiner alten Dienststrecke einsetzten. 1952 wurde sie durch den Neubau Spartan ergänzt, 1953 folgte deren Schwesterschiff Badger.
Mitte der 1970er-Jahre beschloss die Chesapeake and Ohio Railway, den Fährbetrieb langsam einzustellen. Als erstes der drei großen Eisenbahnfähren wurde 1979 die Spartan ausgemustert. Die City of Midland 41 sowie die Badger blieben vorerst weiterhin im Dienst.
1983 wurden beide Schiffe außer Dienst gestellt und an die Michigan-Wisconsin Transportation Company verkauft, die den Liniendienst fortsetzten. Dies stellte sich jedoch als zu unrentabel und kostspielig heraus. 1987 zeigten die Kessel im Maschinenraum der City of Midland 41 bei einer Inspektion der United States Coast Guard zudem Alterserscheinungen und hätten ersetzt werden müssen. Die Michigan-Wisconsin Transportation Company setzte das Schiff dennoch ein weiteres Jahr im Liniendienst ein.
1988 beschloss die Reederei, die City of Midland 41 auszumustern und stattdessen die seit 1984 inaktive Badger zu reaktivieren. Im November 1988 absolvierte die City of Midland 41 ihre letzte Überfahrt und wurde anschließend nach 47 Dienstjahren in Ludington aufgelegt.

### Dienstzeit als Barge
Die City of Midland 41 verbrachte die folgenden acht Jahre in Ludington, ehe sie am 1. Oktober 1997 aus dem Hafen von Ludington geschleppt wurde, um zu einer Barge umgebaut zu werden. Bis zum 7. November 1997 waren sämtliche Aufbauten des Schiffes und Teile des Rumpfs bis auf Höhe des Fahrzeugdecks abgetragen.
Die City of Midland 41 ist bis heute als Barge unter dem Namen Pere Marquette 41 im Dienst. Ihr Heimathafen ist weiterhin Ludington. Sie wird von dem historischen Schlepper Undaunted geschoben, der ursprünglich 1944 für die United States Navy unter dem Namen ATA 199 in Dienst gestellt wurde.
Im November 2013 starb ein Besatzungsmitglied des Schleppers bei einem Unfall an Bord der Pere Marquette 41.